# Flor Silvestre con el Mariachi México, vol. 2
Flor Silvestre con el Mariachi México, vol. 2 es el tercer álbum de estudio de la cantante mexicana Flor Silvestre, lanzado en 1964 por Discos Musart. Este disco incluye la interpretación de Flor de la canción española «Gracias», una de las versiones más populares de ese tema.
Los temas «Ay! el amor» y «Qué bonito amor» se incluyeron en las bandas sonoras de las películas El alazán y el rosillo (1965) y El rifle implacable (1965), respectivamente.

## Lista de canciones
| Lado 1 |                     |                                                    |          |  |
| N.º    | Título              | Escritor(es)                                       | Duración |  |
| 1.     | «Gracias»           | Augusto Algueró (música), Antonio Guijarro (letra) |          |  |
| 2.     | «Perdí la partida»  | Marcelo Salazar                                    |          |  |
| 3.     | «Nuestro gran amor» | Cuco Sánchez                                       |          |  |
| 4.     | «Bendición de Dios» | Rolando Peña                                       |          |  |
| 5.     | «Árboles viejos»    | Antonio Valdés Herrera                             |          |  |
| 6.     | «Ay! el amor»       | Tomás Méndez                                       |          |  |

| Lado 2 |                     |                      |          |  |
| N.º    | Título              | Escritor(es)         | Duración |  |
| 1.     | «Te digo adiós»     | Galo Montes          |          |  |
| 2.     | «Un jarrito»        | Gabriel Rodríguez    |          |  |
| 3.     | «Qué bonito amor»   | José Alfredo Jiménez |          |  |
| 4.     | «Quédate esta vez»  | Hermanos Godínez L.  |          |  |
| 5.     | «Plegaria»          | Armando Idrovo       |          |  |
| 6.     | «Lágrimas del alma» | Bony Villaseñor      |          |  |

- Datos: Q35943841